# Сатанізм

Перевернутий пентакль, один з символів сатанізму

Сатанізм  — ряд світоглядів і вірувань, в яких образ Сатани трактується позитивно. Існують різні напрямки сатанізму, часто взаємно конкуруючі та протилежні в поглядах на Сатану. Одні вважають його реальною силою, вартою вшанування, чи справжнім Богом, інші — тільки символом, і тому засуджують поклоніння Сатані так само, як і іншим духовним істотам.
Походження сатанізму тісно пов'язане з розвитком образу Сатани в юдаїзмі з VI ст. до н. е. й утвердженням християнського канону в перші століття нашої ери. Сатана як причина зла в світі та противник Бога і людей став переосмислюватися в XVI ст., і за Просвітництва — навіть розумітися позитивно. Вшанування Сатани нерідко поставало формою протесту проти суспільства. Офіційний статус релігії сатанізм здобув тільки в XX ст., головний внесок для чого зробила Церква Сатани, заснована в США Антоном Ла-Веєм у 1969 році.

## Віровчення
Як свідоме вшанування Сатани, сатанізм почав оформлюватися на початку XX ст., а широко відомим став у 1960-і роки завдяки Антону Ла-Вею.
У сатанізмі є декілька напрямів, які в цілому мають мало спільного і об'єднуються передусім на підставі вшанування певної демонічної істоти. Вшанування може передбачати віру в її реальність, а може використовувати демонічний образ як символ чогось іншого.
- Ортодоксальний сатанізм часто реалізується як протилежність християнству: вияви зневаги до християнських символів і цінностей, акти вандалізму[2].
- Люциферизм (також прометеїзм) ґрунтується на вшануванні Сатани як істинного Бога, що втілює гармонію, мудрість, свободу й добро. Він включає елементи язичництва та іноді націлений на боротьбу проти християнства[2].
- Реформовані сатаністи вважають Сатану символом звільнення людини від моральних, соціальних та релігійних догм, а не якоюсь надприродною силою. Вони виступають за критичне ставлення до будь-яких ідеологій і пропагують реалізацію особистого потенціалу людини. Загалом реформовані сатаністи часто засуджують вчення та діяльність інших течій сатанізму[2].

Віровчення всіх сатанинських напрямків різною мірою використовує магію. Проте якщо одні течії сатанізму вважають магію реальним способом впливу на реальність, інші бачать у ній лише символічні дії, а віру в магічний вплив засуджують як невігластво.

## Символіка
Оскільки сатанізм має різні напрями, то кожен із них послуговується власними символами. В той же час є найчастіше вживані символи, до яких належать зображення персонажів-суперників божеств різних релігій (власне Сатана, Аріман, Сет); язичницькі персонажі, яких у християнстві ототожнюють із Сатаною (Церуннос); язичницькі та окультні символи й предмети (пентаграма, тризубець, гримуар); зневажені християнські символи (перевернений хрест).

## Історія

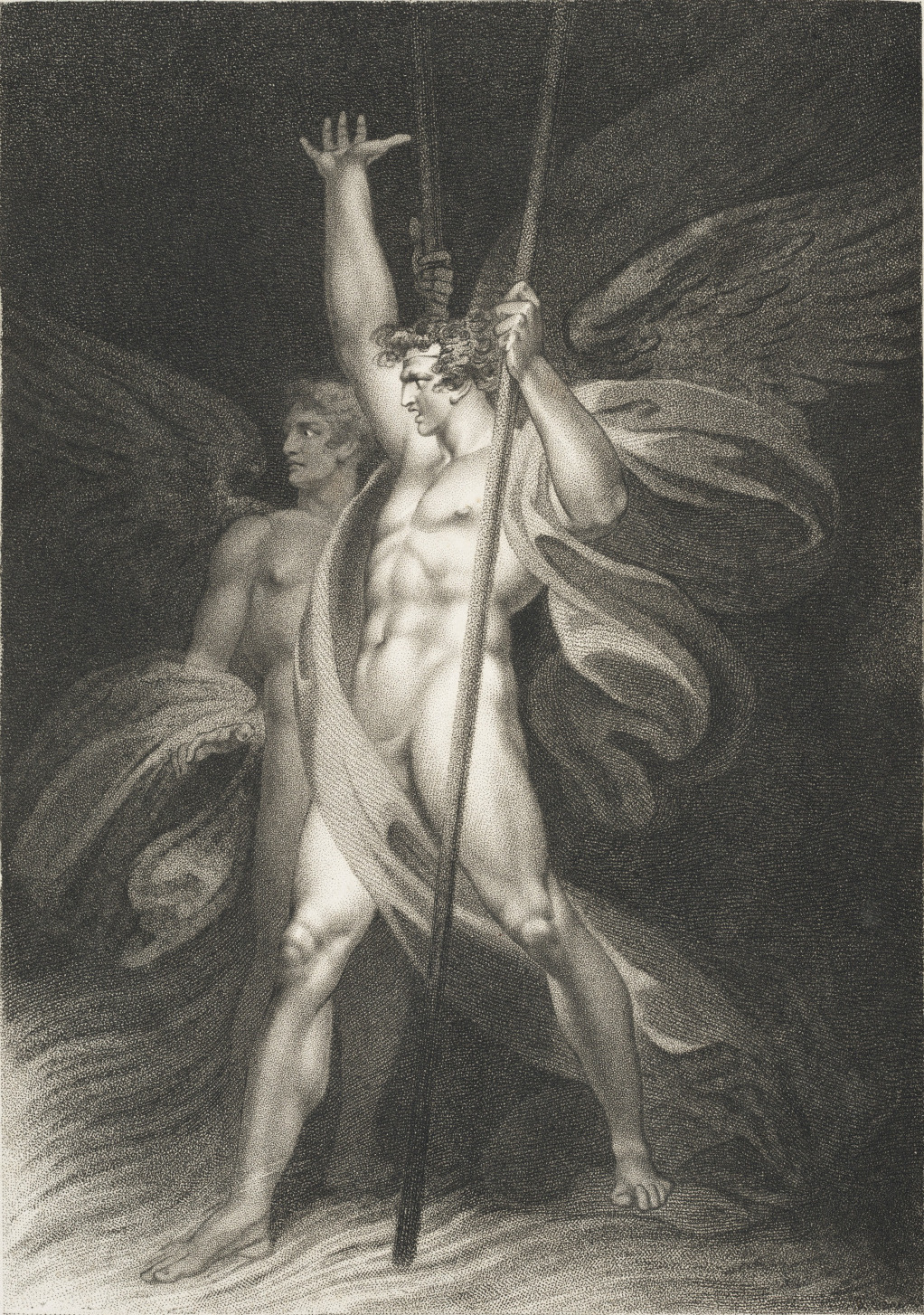
Сатана і Вельзевул, ілюстрація до «Втраченого раю» Мілтона. Вільям Гейлі, 1794 рік

### Походження образу Сатани
«Сатана» (שט) з івриту означає «противник, зловмисник». Його інша назва, диявол, із грецької означає «обвинувач», «наклепник» (διάβολος). Образ Сатани розвинувся в період розквіту Перської імперії Ахеменідів (приблизно з 550 р. до н. е.) і був прийнятий євреями, які опинилися під перським правлінням унаслідок поразки Юдейського царства. Сатана в ранніх єврейських писаннях є супротивником людей, але не Бога. Наприклад, у Книзі Йова він каже Богу, що Йов веде праведне життя лише через матеріальний достаток. Книга Буття ідеологічно протилежна язичницьким віровченням, зокрема перському. В ній усі справи Бога добрі, і Він має план щодо всього світу для перемоги добра. Люди, згідно зі Старим Заповітом, зазнають лиха через власні вчинки, які порушують встановлений Богом закон. В зороастризмі — офіційній релігії Перської імперії, добрий Агура-Мазда і його злий суперник Аріман є двома необхідними для існування світу силами, і зло є не тільки неуникним, але й потрібним. Євреї запозичили риси Арімана, перенісши їх на Сатану. Книга Ювілеїв додає більше деталей, описуючи Сатану як бунтівника проти Бога. Вона ототожнює Сатану з відомим із давніших текстів янголом Мастемою — що випробовує людей, піддаючи їх спокусам. Така функція Сатани зберігається ще і в Новому Заповіті, де Сатана виконує Божі накази й нагадує апостолу Павлу не гордитися. Сатана також випробовує Ісуса Христа, піддаючи спокусам. Але в євангеліях від Луки та Івана Сатана самостійний у своїх рішеннях і «увійшов до Юди», щоб той зрадив Ісуса. Протягом більшої частини Книги Об'явлення Сатана описується ув'язненим і пророкується, що він звільниться перед кінцем світу і після останньої боротьби між добром і злом буде знищений. У книзі також згадується бунтівний персонаж Денниця, що при перекладі грецькою мовою отримав ім'я Люцифер — надалі воно стало ще одним іменем Сатани.
В II столітті євреї та ранні християни ототожнили старозповітного Змія з сатаною, зробивши його винуватцем гріхопадіння перших людей. Візуальні зображення Сатани часто запозичують образ античного бога Пана, фавнів і сатирів — напів людей, напів козлів. Релігійні традиції Європи (кельти, друїди, тевтонці) додали інші характеристики. У кельтів був рогатий бог заходу, Цернуннос, подібний до Пана. Виходячи з феодальних відносин, виникла концепція договору про продаж душі Сатані в обмін на процвітання. У «Божественній комедії» (між 1308 і 1321 роками) Данте Аліг'єрі Сатана зображений як велетенське трилике чудовисько з крилами кажана. Сатана перебуває у найнижчій частині пекла в покарання за зраду Бога — разом зі зрадниками-людьми.

### Витоки сатанізму

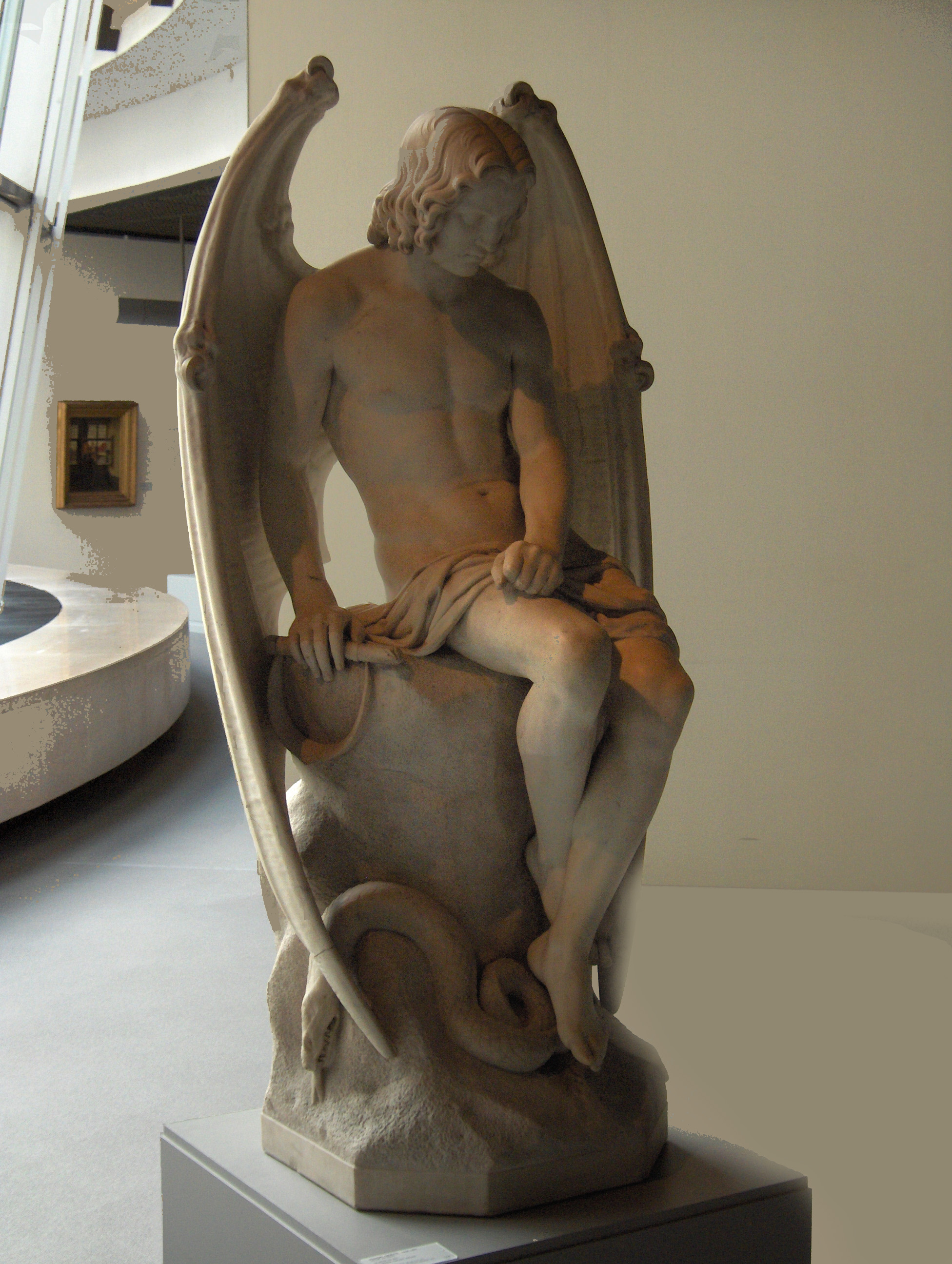
«Геній Зла» Жозефа Гефса, 1848 рік

Записи про вшанування Сатани як персонажа християнських вірувань відомі з IV ст. Але в них ідеться про неавраамічні релігії, в яких — як вважали християни — під виглядом певного божества через невігластво шанується Сатана. Про зумисне вшанування Сатани як противника християнського Бога там говориться рідко. Оскільки в більшій частині Європи неавраамічні релігії перестали бути серйозним суперником християнства до Високого середньовіччя, християни почали звинувачувати в активному поклонінні Дияволу євреїв і єретиків: павлікіанів, богомилів, катарів та вальденсів; а також тих, хто займаються магією. Багато з цих заяв повторювали ті, які римляни-язичники висували проти самих християн на початку нашої ери. Але тут переважно знову-таки йшлося про звинувачення в поклонінні Сатані, а не його реальний культ. Серед рідкісних прямих шанувань Сатани — група «люциферіан» у XIII ст., на чолі з жінкою на ім'я Лукардіс, яка сподівалася побачити правління Сатани на Небесах. Згадки про цю групу продовжувалися й у XIV столітті, хоча історики, які вивчають ці твердження, погоджуються, що люциферіани, ймовірно, були вигадкою.
Слово «сатанізм» уперше стало вживатися в 1560-і роки як назва різних єретичних дій протестантів. У католицьких трактатах згадувалися протестантські «богохульства та сатанізми». Між 1677 і 1682 роками, за правління короля Людовика XIV, в «Справі отрут» було страчено 36 осіб, звинувачених у отруєнні придворних і проведенні чорних мес із метою вплинути на короля.
Разом з тим є приклади наділення Сатани позитивними рисами, як у поемі «Утрачений рай» (1667) Джона Мілтона. Сатана зображений там згубно для себе гордовитим, підданим самообману; але він міркує, як людина, і з мужністю переносить покарання, що робить його більш зрозумілим персонажем, якому можна співпереживати. В Мілтона мотивація бунту Сатани проти Бога полягає в боротьбі проти Бога як одноосібного правителя світу. З цієї причини Мілтона часом називають першим фактичним сатаністом.
Під час Американської революції 1775—1783 років та Французької революції 1789—1799 років образ Сатани був привабливим для багатьох радикальних лівих того періоду. Він уособлював бунт проти монархії. Традиційні католики розглядали Французьку революцію через її наслідки як витвір Сатани. Інші консерватори використовували Сатану як риторичний троп, що допомагає осуду супротивників. Прихильники революції, зокрема просвітники, у відповідь переосмислювали Сатану, проводячи паралелі між ним і бунтівним Прометеєм, що демонструє позитивне ставлення до людства. Вогонь, який Прометей вкрав у богів, можна було поєднати з плодом дерева пізнання як полум'ям розуму, «світлом» у просвітництві. Наприклад, французький анархіст П'єр-Жозеф Прудон, який був затятим критиком християнства, у кількох своїх творах використовував Сатану як символ свободи. Так звані Клуби Пекельного Вогню Британії XVIII століття, утворені аристократами, демонстрували антиклерикальну та часом богохульну позицію як виклик усталеним нормам.
У другій половині XIX століття відродилося Мілтонове сприйняття Сатани як антигероя. Диявол романтичних митців іноді теж набував позитивного зображення. Це сталося завдяки таким творам, як антипапський «Гімн Сатані» італійського поета Джозуе Кардуччі. Засновниця Теософського товариства мадам Блаватська писала про Сатану як про повстанця, який пропонує людям мудрість. У поезії Вільяма Блейка «Шлюб раю та пекла» Бог і Сатана, добро і зло постають необхідними частинами світобудови, однаково необхідними для її існування. Роберт Сауті вживав термін «сатанинська школа», зокрема у «Видінні суду» (1821), стосовно групи англійських поетів, чия творчість, на його думку, «характеризується сатанинським духом гордості та зухвалого безбожництва». Сауті відносив туди лорда Байрона та Персі Біші Шеллі. Бельгійський скульптор Жозеф Гефс у 1842 році встановив у соборі Святого Павла, Льєж, скульптуру «Геній Зла», що зображає Сатану в подобі юнака з крилами кажана. В 1848 році її замінили на скульптуру авторства його брата Гійома, бо зображений Сатана був «надто привабливий» і «непокоїв та збочував молодих дівчат».
Популярний образ Сатани під іменем Баформета навів у книзі «Dogme et ritual de la haute magie» (Трансцендентальна магія: її доктрина та ритуал) 1861 року французький окультист Еліфас Леві. Фронтиспісом книги був малюнок гермафродитної крилатої людської постаті з головою та ногами козла, прикрашеної численними езотеричними символами.
У власній книзі «Шлюб неба і пекла» Блейк представив Сатану як месію. Приблизно в той же час засновниця Теософського товариства мадам Блаватська писала про Сатану як про похвального повстанця, який пропонує людям мудрість.
Упродовж XIX століття сатанізмом називали аморальний спосіб життя. У 1890-і антиклерикальний письменник Лео Таксіль задля розіграшу публічно навернувся до католицизму, а потім опублікував кілька творів, у яких викривав сатанинські діяння масонів. У 1897 році Таксіль скликав прес-конференцію, де повідомив, що викриття про масонів були вигадкою. Приблизно в той самий час Йоріс-Карл Гейсманс просував ідею про таємні сатанинські угрупування в своїй праці 1891 року «Là-bas» («Там, знизу»). Гейсманс популяризував уявлення про чорну месу як сатанинський обряд. Польський письменник Станіслав Пшибишевський написав дві книги про Сатану в 1897 році, одну художню, а іншу документальну. Сатана Пшибишевського був анархістом з всебічною філософією, а молоді послідовники Пшибишевського називали себе «Дітьми Сатани».
Британський окультист Алістер Кроулі використовував образ Бафомета, зокрема у своїй «Гностичній Месі». Кровлі розглядав Сатану символічно. Його вірш «Гімн Люциферу» (1913) оспівував Люцифера як натхненника бунту у всесвіті. Одним з відгалужень від спільноти Кровлі була німецька група «Fraternitas Saturni», заснована у 1926 році. Її засновник Грегор А. Грегоріус написав «Satanische Magie», яка запозичила багато ідей у романтиків та прийняла Сатану в рамках астрологічної системи групи. «Fraternitas Saturni» існує досі, і твори Грегоріуса використовувалися в сатаністській практиці.

### Сатанізм Ла-Вея та послідовники

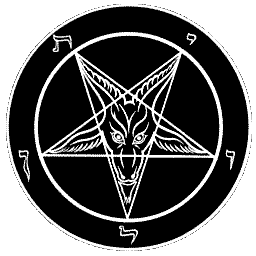
Знак Бафомета — офіційний символ Церкви Сатани

Сатанізм Ла-Вея, як філософія і заснована на ній релігія, було сформульовано у США в 1960-і роки Антоном Шандором Ла-Веєм. Десь між 1957 і 1960 роками Антон Ла-Вей, колишній карнавальний працівник та музикант, проводив вечірні заняття з окультизму. Постійні відвідувачі зрештою створили Церкву Сатани, офіційно зареєстровану 30 квітня 1966 року. Зустрічі стали більш ритуальними, включаючи театральні вистави, костюми та музику. Ла-Вей став відомим як Чорний Папа. У 1969 Ла-Вей видав «Сатанинську Біблію», об'єднавши окультні концепції, світську філософію та раціоналізму, а також описи магічних ритуалів і висміювання християнства. Зі зростанням Церкви Сатани виникали внутрішні розбіжності, що призвело відокремлення частини її прихожан, які заснували власні філії.
З Ла-Веєм конкурував перукар з Огайо та духовний медіум Герберт Слоун. Він стверджував у 1969 році, що заснував першу сатаністську організацію, Ковен Богоматері Ендорської з Офітського Культу Сатанас, ще в 1948 році. Слоун організовував зібрання та ритуали. Орден Дев'яти Анґлів (Order of Nine Angles) сформувався в Англії в 1970-х роках для практики окультного сатанізму і розвинувся в організацію «Радість Сатани», яка поєднує свій сатанізм із теоріями змови про НЛО та антисемітизмом.
Вейн Вест, який покинув Церкву Сатани Ла-Вея, заснував Першу Окультну Церкву Людини в 1971 році. Редактор інформаційного бюлетеня Майкл Акіно, теж послідовник Ла-Вея, створив Храм Сета в 1975 році. Як доказ зростання сатанізму, армія США включила цю віру до свого посібника для капеланів «Релігійні вимоги та практики», починаючи з 1978 року.
У наступне десятиліття оформилися Люциферіанські Діти Сатани, засновані Марко Дімітрієм в Італії в 1982 році. Пізніші сатанинські групи включають Орден Лівого Шляху, новозеландську групу, засновану в 1990 році, яка змішувала сатанізм з ніцшеанською філософією, та Сатанинських червоних. Гурт «Сатанічні червоні» утворився в 1997 році в Нью-Йорку та поєднав сатанізм із соціалізмом та концепціями письменника Говарда Лавкрафта. Після смерті Ла-Вея у 1997 році від Церкви Сатани відкололися багато угрупувань через суперечки щодо того, кого вважати «справжніми сатаністами».
Колишній член Ордену Дев'яти Кутів та музикант хеві-метал Майкл Форд заснував Велику Церкву Люцифера у 2013 році, відкривши перший публічний Сатанинський Храм у Х'юстоні два роки по тому. Велика Церква Люцифера дотримується багатьох принципів Ла-Вея з елементами окультизму та має відділення за межами США. Сатанинський храм здобув славу завдяки двом спробам легально встановити статую Бафомета на території двох столиць штатів — Оклахоми у 2015 році та Арканзасу у 2018 році — у відповідь на санкціоновані урядом пам'ятники Десяти заповідям.

## Сатанинська паніка
Поширення сатанізму в США у 1960-1970-і відбулося одночасно з серією масових убивств і виходом книг, які викривали діяльність злочинних сатанинських угрупувань (пізніше визнаних сфабрикованими). Відображення цих подій у ЗМІ, поряд із економічними реформами Рональда Рейгана, породило «сатанинську паніку»: масовий страх американців, що сатаністи мають повсюдний вплив, руйнують суспільну мораль і вчиняють різноманітні блюзнірські злочини. Зростання паніки почалася в 1980 році. Вона супроводжувалася звинуваченнями популярних молодіжних творів (настільних ігор, рок-музики) у «пропаганді сатанізму», чутками про таємні угрупування педофілів. Люди вбачали приховані сатанинські символи в логотипах відомих брендів. У 1988 році документальний фільм Джеральдо Рівери «Поклоніння дияволу: викриття підпілля сатани» став документальним фільмом з найвищим рейтингом, який транслювався на той час. Спадання паніки почалося на початку 1990-х, коли було з'ясовано, що головні звинувачення сфабриковані чи помилкові.
Довгостроковими наслідками сатанинської паніки стали уявлення про приховані послання сатаністів, якими буцімто можна «запрограмувати» людину на аморальну та злочинну поведінку. Елементи вірувань часів сатанинської паніки запозичив рух QAnon, який стверджує про існування таємної мережі педофілів або канібалів серед демократів у США.

## У мистецтві

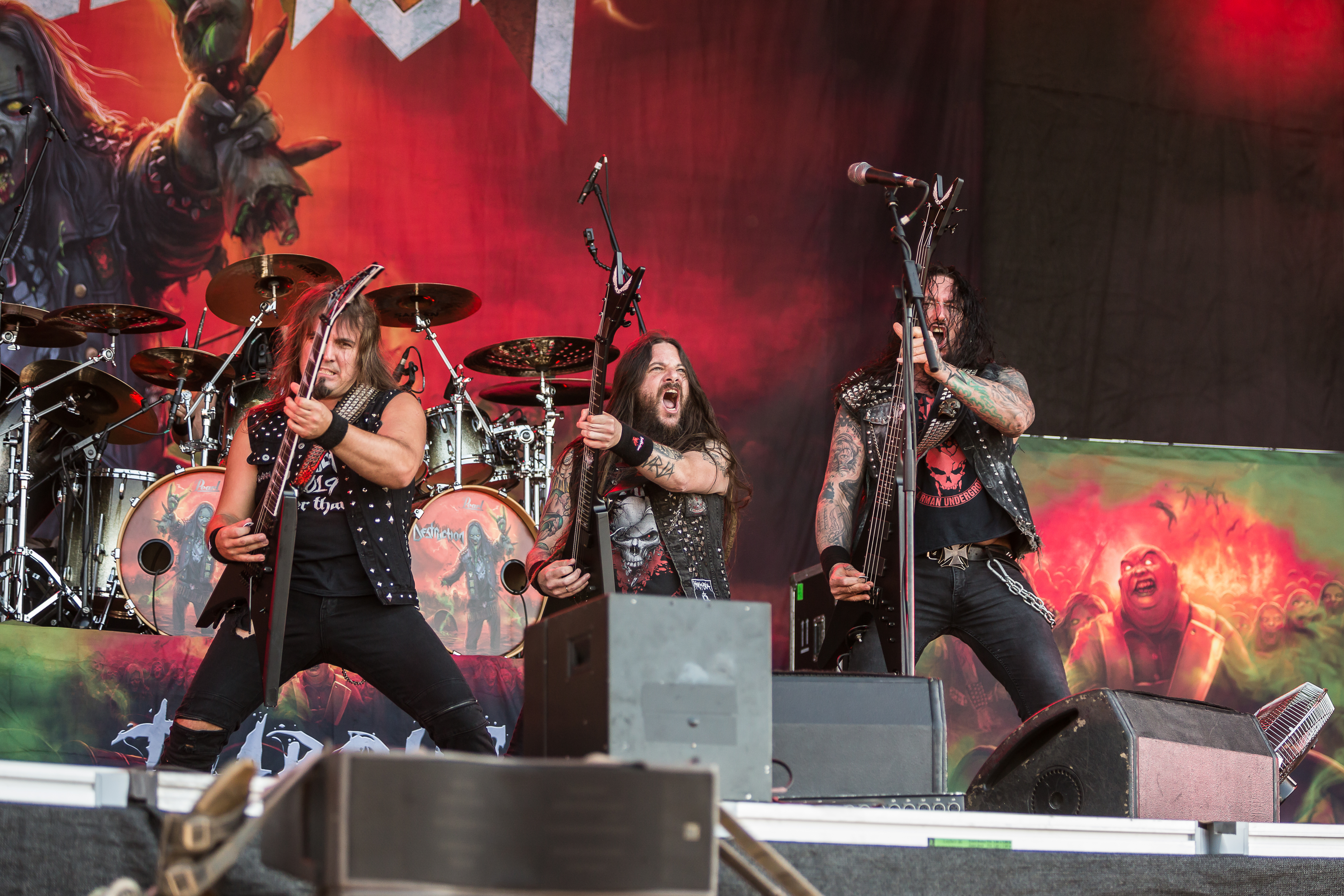
Виступ гурту Destruction

Музичний жанр хеві-метал, а таж блек-метал, зокрема норвезький блек-метал, тісно асоціюються з сатанізмом через ліричний зміст пісень, стиль одягу виконавців і манеру виконання.
Протягом 1960-х і 1970-х років кілька рок-гуртів, зокрема американський гурт Coven та британський гурт Black Widow, використовували образи сатанізму та чаклунства у своїй творчості. Гурт Black Sabbath згадував Сатану у своїх текстах, хоча деякі учасники гурту були практикуючими християнами, а інші тексти стверджували владу християнського Бога над Сатаною. У 1980-х роках сатанинські образи більше використовували хеві-метал гурти, такі як Slayer, Kreator, Sodom та Destruction. Гурти, що виступали в піджанрі дез-металу, серед яких Morbid Angel та Entombed, також перейняли сатанинські образи, поєднуючи їх із образами жахів, як зомбі та серійні вбивці.

## В Україні
Інтерес до сатанізму в Україні пожвавився в середині-кінці 1990-х років на тлі загального зростання зацікавленості релігією. В 1999 році в державі було щонайменше 800 сатанинських об'єднань. Однак, загальна кількість сатаністів лишалася невеликою. Так, у Києві їх налічувалося лише 250—300 осіб. У 1990-і було скоєно декілька важких злочинів, вмотивованих сатанинськими жертвопринесеннями.
Одним із виправдань повномасштабного вторгнення Росії до України, російські офіційні особи називали «десатанізацію», щоб виставити розпочату нею війну як боротьбу проти Сатани особисто.